# Dichaetomyia antennata
Dichaetomyia antennata är en tvåvingeart som först beskrevs av Stein 1918.  Dichaetomyia antennata ingår i släktet Dichaetomyia och familjen husflugor.
Artens utbredningsområde är Taiwan. Inga underarter finns listade i Catalogue of Life.